# 골프천재 탄도
《골프천재 탄도》(DAN-DOH!)는 일본인 골퍼인 사카타 노부히로가 원작자이고 반조 다이치가 만화를 그렸다. 일본에서 《주간 소년 선데이》를 통해 연재되었고 한국에서도 <골프천재 탄도>라는 이름으로 출간되어 인기를 누렸다. 초등학생 골프 선수가 주인공이 되어 이야기가 진행되는 골프 소재 스포츠 장르 만화로 초심자도 골프에 대한 지식을 쉽게 체득할 수 있도록 만들어진 작품이다.

## 등장인물
- 아오바 타다미치(탄도, 독고탄): 코바야시 유우 / 김정애
- 스나다 유카(채유라): 히라야마 아야 / 배정미
- 오이케 코헤이(마공평): 이치타 리에 / 홍소영
- 카자마 류지(차지성): 노다 쥰코 / 채의진
- 신죠 미키야스(유도진): 나카하라 시게루 / 유동균